# Liste des députés de la dix-huitième législature du Landtag du Schleswig-Holstein
Cette liste présente les 69 membres de la 18e législature du Landtag de Schleswig-Holstein au moment de leur élection le 6 mai 2012 lors des élections régionales de 2012 en Schleswig-Holstein. Elle présente les élus du land et précise si l'élu a été élu dans le cadre d'une des 35 circonscriptions de manière directe, ou par le scrutin proportionnel de Hare.

## Répartition des sièges

Répartition des sièges du Landtag de Schleswig-Holstein en 2012

| Partis | Partis                                             | Partis                                             | Circonscriptions | Circonscriptions | Circonscriptions | Circonscriptions | Listes    | Listes | Listes | Total sièges | +/- |
| Partis | Partis                                             | Partis                                             | Votes            | %                | Sièges           | +/−              | Votes     | %      | Sièges | Total sièges | +/- |
| ------ | -------------------------------------------------- | -------------------------------------------------- | ---------------- | ---------------- | ---------------- | ---------------- | --------- | ------ | ------ | ------------ | --- |
|        | Union chrétienne-démocrate d'Allemagne (CDU)       | Union chrétienne-démocrate d'Allemagne (CDU)       | 485 709          | 36,81            | 22               | 12               | 408 637   | 30,76  | 0      | 22           | 12  |
|        | Parti social-démocrate d'Allemagne (SPD)           | Parti social-démocrate d'Allemagne (SPD)           | 472 752          | 35,83            | 13               | 7                | 404 048   | 30,41  | 9      | 22           | 3   |
|        | Alliance 90 / Les Verts (Grünen)                   | Alliance 90 / Les Verts (Grünen)                   | 139 888          | 10,60            | 0                | en stagnation    | 174 953   | 13,17  | 10     | 10           | 2   |
|        | Parti libéral-démocrate (FDP)                      | Parti libéral-démocrate (FDP)                      | 56 493           | 4,28             | 0                | en stagnation    | 108 953   | 8,20   | 6      | 6            | 8   |
|        | Parti des pirates (Piraten)                        | Parti des pirates (Piraten)                        | 97 335           | 7,38             | 0                | en stagnation    | 108 902   | 8,20   | 6      | 6            | 6   |
|        | Fédération des électeurs du Schleswig du Sud (SSW) | Fédération des électeurs du Schleswig du Sud (SSW) | 32 565           | 2,47             | 0                | en stagnation    | 61 025    | 4,59   | 3      | 3            | 1   |
|        |                                                    |                                                    |                  |                  |                  |                  |           |        |        |              |     |
| Total  | Total                                              | Total                                              | 1 347 911        | 100              | 35               | 5                | 1 347 911 | 100    | 34     | 69           | 26  |

## Élus
| N° | Circonscription            | Nom                      |  | Parti   |
| -- | -------------------------- | ------------------------ |  | ------- |
| 01 | Dithmarse-Nord             | Karsten Jasper           |  | CDU     |
| 02 | Dithmarse-Sud              | Jens Magnussen           |  | CDU     |
| 03 | Eckernförde                | Daniel Günther           |  | CDU     |
| 04 | Elmshorn                   | Beate Raudies            |  | SPD     |
| 05 | Flensbourg                 | Simone Lange             |  | SPD     |
| 06 | Flensbourg-Campagne        | Petra Nicolaisen         |  | CDU     |
| 07 | Frise-du-Nord-Nord         | Astrid Damerow           |  | CDU     |
| 08 | Holstein-de-l'Est-Nord     | Lars Winter              |  | SPD     |
| 09 | Holstein-de-l'Est-Sud      | Hartmut Hamerich         |  | CDU     |
| 10 | Husum                      | Klaus Jensen             |  | CDU     |
| 11 | Kiel-Est                   | Bernd Heinemann          |  | SPD     |
| 12 | Kiel-Nord                  | Karl-Rudolf Fischer      |  | SPD     |
| 13 | Kiel-Ouest                 | Jürgen Weber             |  | SPD     |
| 14 | Lauenburg-Nord             | Klaus Schlie             |  | CDU     |
| 15 | Lauenburg-Sud              | Olaf Schulze             |  | SPD     |
| 16 | Lübeck-Est                 | Thomas Rother            |  | SPD     |
| 17 | Lübeck-Ouest               | Wolfgang Baasch          |  | SPD     |
| 18 | Neumünster                 | Kirsten Eickhoff-Weber   |  | SPD     |
| 19 | Norderstedt                | Katja Rathje-Hoffmann    |  | CDU     |
| 20 | Pinneberg                  | Kai Vogel                |  | SPD     |
| 21 | Pinneberg-Marche-de-l'Elbe | Barbara Ostmeier         |  | CDU     |
| 22 | Pinneberg-Nord             | Peter Lehnert            |  | CDU     |
| 23 | Plön-Nord/Malente          | Anette Langner           |  | SPD     |
| 24 | Plön-Sud/Eutin             | Peter Sönnichsen         |  | CDU     |
| 25 | Rendsburg                  | Hans Hinrich Neve        |  | CDU     |
| 26 | Rendsburg-Est              | Hauke Göttsch            |  | CDU     |
| 27 | Schleswig                  | Johannes Callsen         |  | CDU     |
| 28 | Schleswig-Nord             | Heike Franzen            |  | CDU     |
| 29 | Segeberg-Est               | Axel Bernstein           |  | CDU     |
| 30 | Segeberg-Ouest             | Volker Dornquast         |  | CDU     |
| 31 | Steinburg-Est              | Heiner Rickers           |  | CDU     |
| 32 | Steinburg-Ouest            | Hans-Jörn Arp            |  | CDU     |
| 33 | Stormarn-Centre            | Tobias Koch              |  | CDU     |
| 34 | Stormarn-Nord              | Rainer Wiegard           |  | CDU     |
| 35 | Stormarn-Sud               | Martin Habersaat         |  | SPD     |
| /  | Liste régionale            | Rasmus Andresen          |  | Grünen  |
| /  | Liste régionale            | Angelika Beer            |  | Piraten |
| /  | Liste régionale            | Marret Bohn              |  | Grünen  |
| /  | Liste régionale            | Stefan Bolln             |  | SPD     |
| /  | Liste régionale            | Patrick Breyer           |  | Piraten |
| /  | Liste régionale            | Kai Dolgner              |  | SPD     |
| /  | Liste régionale            | Wolfgang Dudda           |  | Piraten |
| /  | Liste régionale            | Peter Eichstädt          |  | SPD     |
| /  | Liste régionale            | Anke Erdmann             |  | Grünen  |
| /  | Liste régionale            | Katrin Fedrowitz         |  | SPD     |
| /  | Liste régionale            | Marlies Fritzen          |  | Grünen  |
| /  | Liste régionale            | Heiner Garg              |  | FDP     |
| /  | Liste régionale            | Robert Habeck            |  | Grünen  |
| /  | Liste régionale            | Lars Harms               |  | SSW     |
| /  | Liste régionale            | Monika Heinold           |  | Grünen  |
| /  | Liste régionale            | Birgit Herdejürgen       |  | SPD     |
| /  | Liste régionale            | Thomas Hölck             |  | SPD     |
| /  | Liste régionale            | Erika von Kalben         |  | Grünen  |
| /  | Liste régionale            | Anita Klahn              |  | FDP     |
| /  | Liste régionale            | Ekkehard Klug            |  | FDP     |
| /  | Liste régionale            | Uli König                |  | Piraten |
| /  | Liste régionale            | Sven Krumbeck            |  | Piraten |
| /  | Liste régionale            | Wolfgang Kubicki         |  | FDP     |
| /  | Liste régionale            | Oliver Kumbartzky        |  | FDP     |
| /  | Liste régionale            | Detlef Matthiessen       |  | Grünen  |
| /  | Liste régionale            | Flemming Meyer           |  | SSW     |
| /  | Liste régionale            | Serpil Midyatli          |  | SPD     |
| /  | Liste régionale            | Birte Pauls              |  | SPD     |
| /  | Liste régionale            | Tobias von Pein          |  | SPD     |
| /  | Liste régionale            | Burkhard Peters          |  | Grünen  |
| /  | Liste régionale            | Regina Poersch           |  | SPD     |
| /  | Liste régionale            | Sandra Redmann           |  | SPD     |
| /  | Liste régionale            | Torge Schmidt            |  | Piraten |
| /  | Liste régionale            | Anke Spoorendonk         |  | SSW     |
| /  | Liste régionale            | Ralf Stegner             |  | SPD     |
| /  | Liste régionale            | Ines Strehlau            |  | Grünen  |
| /  | Liste régionale            | Andreas Tietze           |  | Grünen  |
| /  | Liste régionale            | Gitta Trauernicht        |  | SPD     |
| /  | Liste régionale            | Christopher Vogt         |  | FDP     |
| /  | Liste régionale            | Bernd Voß                |  | Grünen  |
| /  | Liste régionale            | Jette Waldinger-Thiering |  | SSW     |